# Campionati di nuoto delle isole caraibiche
I campionati di nuoto delle isole caraibiche sono una competizione di sport acquatici riservati a nazioni dei Caraibi e aperta a diverse categorie d'età.
In particolare essi prevedono manifestazioni di nuoto, nuoto sincronizzato e pallanuoto.
La manifestazione è organizzata dalla CCCAN e si tiene ogni due anni. La prima edizione è datata 1976.
Nel corso delle varie edizioni sono state invitate anche nazioni non appartenenti alla CCCAN, come Bermuda o Suriname, o le isole di Martinica e Guadalupa, geograficamente appartenenti ai Caraibi ma poste sotto la giurisdizione della federazione di nuoto francese in quanto dipartimenti d'oltremare della Francia.

## Sedi
| Anno | Edizione | Sede                       | Paese             | Periodo      |
| ---- | -------- | -------------------------- | ----------------- | ------------ |
| 1976 | I        | Kingston                   | Giamaica          |              |
| 1978 | II       | Santo Domingo              | Rep. Dominicana   |              |
| 1980 | III      | Mayagüez                   | Porto Rico        |              |
| 1982 | IV       | L'Avana                    | Cuba              |              |
| 1984 | V        | Port of Spain              | Trinidad e Tobago |              |
| 1986 | VI       | Willemstad                 | Antille Olandesi  |              |
| 1988 | VII      | Santiago de los Caballeros | Rep. Dominicana   |              |
| 1990 | VIII     | Willemstad                 | Antille Olandesi  |              |
| 1992 | IX       | Port of Spain              | Trinidad e Tobago |              |
| 1994 | X        | Kingston                   | Giamaica          |              |
| 1996 | XI       | San Juan                   | Porto Rico        |              |
| 1998 | XII      | Bridgetown                 | Barbados          |              |
| 2000 | XIII     | Oranjestad                 | Aruba             |              |
| 2002 | XIV      | Willemstad                 | Antille Olandesi  | 1-7 luglio   |
| 2004 | XV       | Kingston                   | Giamaica          |              |
| 2006 | XVI      | Salinas & Caguas           | Porto Rico        | 26-30 giugno |
| 2008 | XVII     | Kingston                   | Giamaica          | 17-23 luglio |